# Albert P. Blaustein
Albert Paul Blaustein (* 12. Oktober 1921 in Brooklyn, New York City; † 19. August 1994 in Durham, North Carolina) war ein amerikanischer Jurist, der insbesondere in den Bereichen Menschen- und Bürgerrechte sowie Verfassungsrecht tätig war. Er fungierte von 1955 bis 1992 als Professor an der Rutgers University und wirkte in mehr als 40 Ländern an der Ausarbeitung neuer Verfassungen mit.

## Leben
Albert Blaustein wurde 1921 in Brooklyn geboren und absolvierte seine akademische Ausbildung an der University of Michigan, an der er 1941 einen A.B.-Abschluss erwarb. Während des Zweiten Weltkrieges diente er von 1942 bis 1946 im Judge Advocate General’s Corps (JAGC), der obersten Justizbehörde der Streitkräfte der Vereinigten Staaten. 1948 schloss er sein Studium mit dem Juris Doctor an der Columbia University ab, anschließend war er aufgrund des Koreakrieges von 1950 bis 1952 erneut für das JAGC tätig. In der Folgezeit wirkte er zunächst als niedergelassener Anwalt in seiner Heimatstadt New York, wo er von 1953 bis 1955 außerdem als Assistenzprofessor und Bibliothekar an der New York Law School fungierte. Ab 1955 war er Associate Professor sowie von 1959 bis 1992 ordentlicher Professor für Rechtswissenschaften an der Rutgers University, an der er von 1959 bis 1968 ebenfalls die juristische Bibliothek leitete. In den 1960er und 1970er Jahren war er außerdem in den USA als Berater für verschiedene Behörden und Kommissionen zu Fragen der Desegregation sowie an Universitäten in Asien und Afrika bei der Entwicklung von juristischen Fakultäten und Fachbibliotheken tätig.
Darüber hinaus war Albert Blaustein in einer Reihe von Ländern nach politischen Umbrüchen an der Ausarbeitung neuer Verfassungen beteiligt. Er entwarf unter anderem die Verfassungen von Liberia und Fidschi, leistete wesentliche Beiträge zu den Verfassungen von Simbabwe, Bangladesch und Peru, und gestaltete rund 40 weitere Verfassungen mit, so die von Rumänien und Russland nach dem Ende des Kommunismus. Er betrachtete eine Verfassung als verbindendes Element für die Ideale und Bestrebungen eines Volkes und als Ausdruck gegenüber der Welt, wofür ein Land stehen würde. Darüber hinaus vertrat er die Ansicht, dass eine Verfassung zur Definition der rechtlichen, politischen und moralischen Identität eines Landes beitragen würde, zugleich jedoch auch die Kultur und Geschichte eines Landes reflektieren müsse. Außerdem versuchte er, westliche Werte in die von ihm mitgestalteten Verfassungen einfließen zu lassen. So unternahm er Ende der 1970er Jahre erfolglos den Versuch, in Simbabwe die Führung des Landes unter Robert Mugabe davon zu überzeugen, die Gleichstellung von Frauen zu gewährleisten.
Albert Blaustein war ab 1948 verheiratet und Vater von zwei Söhnen und einer Tochter. Er starb 1994 in Durham an den Folgen eines Herzinfarkts. Die juristische Fakultät der Rutgers University verleiht zum Gedenken an ihn den Albert P. Blaustein Memorial Award an Studenten mit einer herausragenden Veröffentlichung in einer der von der Fakultät herausgegebenen Fachzeitschriften.

## Werke (Auswahl)
- The American Lawyer: A Summary of the Survey of the Legal Profession. Chicago 1954
- Desegregation and the Law: The Meaning and Effect of the School Segregation Cases. New Brunswick 1957
- Independence Documents of the World. Dobbs Ferry 1977
- Constitutions That Made History. New York 1988
- Framing the Modern Constitution: A Checklist. Littleton 1994